# مقاطعة لحم الكوشر 1902
قاطعت النساء اليهوديات في مدينة نيويورك محلات الجزارين الكوشر في عام 1902 ردًا على الزيادة المنسقة في سعر اللحوم الكوشر من 12 إلى 18 سنتًا للرطل. وكانت هذه الزيادة كبيرة بما يكفي لدرجة أن العديد من الأسر اليهودية لم تعد قادرة على شراء اللحوم. كانت الاحتجاجات، التي قادتها بشكل رئيسي نساء يهوديات مهاجرات في الطرف الشرقي السفلي من مانهاتن، على الرغم من الجدل الدائر حول تكتيكاتها العنيفة في كثير من الأحيان، ناجحة إلى حد كبير وأسفرت عن خفض سعر اللحوم إلى 14 سنتًا للرطل. 

## خلفية
نشأت حملة مقاطعة اللحوم في عام 1902 مع اقتراب العصر الذهبي من نهايته. شهد العصر الذهبي (1870-1900) في الولايات المتحدة احتكار بارونات اللصوص الأقوياء لمجموعة واسعة من الصناعات بما في ذلك صناعات السكك الحديدية والنفط والصلب واللحوم.  تمكنت هذه الاحتكارات والثقة من زيادة الأسعار بشكل كبير في الصناعات الخاصة بها، ومنعت المستهلكين من العثور على السلع بأسعار أرخص. على الرغم من أن الكونجرس أصدر عددًا من قوانين مكافحة الاحتكار في تسعينيات القرن التاسع عشر، مثل قانون شيرمان لمكافحة الاحتكار، إلا أن هذه القوانين لم يتم تنفيذها عادةً وكانت الحكومة غالبًا ما تنحاز إلى بارونات اللصوص الأقوياء. استمر هذا حتى انتخاب الرئيس ثيودور روزفلت، الذي قاد حربًا ضد الثقة والاحتكارات، وحصل على لقب "محطم الثقة". 
في مطلع القرن العشرين، كانت صناعة اللحوم لا تزال تحت سيطرة اللصوص البارونات الذين قرروا في عام 1902 رفع الأسعار.  في البداية، حاول الجزارون اليهود في مدينة نيويورك مقاطعة مؤسسة اللحوم من خلال رفض بيع اللحوم، ولكن المؤسسة كانت قوية للغاية مما أدى إلى انهيار مقاطعتهم. وهكذا اضطرت نساء المجتمع اليهودي في الجانب الشرقي السفلي إلى أخذ الأمور على عاتقهن، فقمن بمقاطعة واسعة النطاق وأقنعن العديد من الناس بعدم شراء اللحوم.
وقد جاءت هذه الاحتجاجات في وقت بدأت فيه النساء بممارسة نفوذهن السياسي. بالإضافة إلى صعود حركات حق المرأة في التصويت، شهدت نهاية القرن التاسع عشر زيادة كبيرة في عدد النساء الأمريكيات من الطبقة المتوسطة المتطوعات في النوادي والجمعيات المهنية والجمعيات الخيرية المحلية. وقد أعطى هذا الاتجاه بدوره مزيدًا من القوة لحركات حق المرأة في التصويت، ووفر نموذجًا للنساء لممارسة نفوذهن في مجالات أخرى، مثل مقاطعة لحوم الكوشر.

## لحم الكوشر
بشكل عام، يميل لحم الكوشر إلى أن يكون أكثر تكلفة من اللحم العادي بسبب القيود والمتطلبات المختلفة التي تأتي معه.  يعد الالتزام بقوانين النظام الغذائي الصارمة الخاصة بالكشروت جزءًا مهمًا من حياة اليهود الأرثوذكس. يمكن العثور على قوانين الكشروت في التوراة والمشناه والتلمود والعديد من الأعمال الهالاخية. المعيار الرئيسي ليكون أحد الثدييات حلالًا هو أن يكون للحيوان حوافر مشقوقة ويمضغ طعامه. بالإضافة إلى ذلك، يجب على الجزار المعتمد المعروف باسم "الشوشيت" أن يذبح الحيوان وفقًا للشريعة اليهودية في عملية تُعرف باسم "شحيتا".  بعد الذبح يجب فحص الحيوان للتأكد من عدم وجود أي جروح تهدد حياته والتي قد تجعل الحيوان غير صالح للذبح حتى بعد ذبحه بشكل صحيح. وأخيرًا، يتعين إزالة العديد من أجزاء الحيوان مثل بعض الدهون وكل الدم.  ثم يتم تمليح اللحوم لإزالة أي دم متبقي. إن هذه العملية الطويلة والخطوات العديدة المتضمنة هي ما يجعل اللحوم الكوشر أكثر تكلفة من اللحوم غير الكوشر. في عام 1902، تم تسجيل أن سعر اللحوم الكوشر كان أعلى بنحو 5-6 سنتات للرطل من اللحوم العادية، حتى قبل زيادة السعر. 
في عام 1902، وعلى الرغم من أن العديد من اليهود الأميركيين بدأوا في الاندماج والتخلي عن العديد من ممارساتهم الدينية، إلا أن العديد منهم ظلوا يحافظون على الطعام الكوشر. وبسبب هذا، كان لارتفاع أسعار اللحوم الكوشر تأثير واسع النطاق نسبيًا. 

## المقاطعة
في الحادي عشر من مايو عام 1902، نظم حوالي 400 جزار كوشير في الجانب الشرقي من نيويورك مقاطعة لشركات اللحوم للضغط عليها لخفض تكلفة اللحوم. ولكن الثقة كانت قوية جدًا وأنهى الجزارون مقاطعتهم. ردًا على تلك المحاولات الفاشلة، نظمت نساء المجتمع اليهودي في الجانب الشرقي السفلي، بقيادة فاني ليفي وسارة إيدلسون، احتجاجًا حاشدًا.  في 15 مايو، خرج 20 ألف متظاهر، معظمهم من النساء، إلى الشوارع لمهاجمة محلات الجزارة.  قمن بتحطيم واجهات المحال التجارية وسكبن البنزين على اللحوم وأشعلن فيها النار وألقين قطع اللحم على رجال الشرطة. وبحلول نهاية اليوم، تم القبض على 85 شخصًا، 75% منهم من النساء. 
وبعد 15 مايو/أيار، امتدت الاحتجاجات إلى المعابد اليهودية المحلية. خلال صلوات السبت في 17 مايو، بعد يومين من أعمال الشغب في الشوارع، اقتحمت مجموعة من النساء منصة الكنيس اليهودي الخاص بهن لتوجيه الانتباه نحو قضيتهن.  صعدت إحدى النساء إلى منصة الكنيس، وقاطعت قراءة التوراة، وألقت محاضرة على المجتمع حول أهمية الانضمام إلى المقاطعة. ثم طالبت الرجال في المجتمع بإجبار زوجاتهم على الانضمام إلى المتظاهرين.  حظيت استراتيجية تعزيز المقاطعة داخل المعابد اليهودية باهتمام كبير، وأثبتت أنها وسيلة فعالة لكسب الدعم داخل المجتمع اليهودي.
في الأسابيع التي أعقبت أعمال الشغب، واصلت النساء اليهوديات في الجانب الشرقي السفلي ابتكار طرق مبتكرة للاحتجاج. قمن بدوريات في شوارع الجانب الشرقي السفلي لمنع النساء الأخريات من شراء اللحوم. في خطوة مثيرة للجدل ولكنها فعالة، ذهب المتظاهرون من باب إلى باب للتحقق من أواني الطبخ الخاصة بكل شخص للتأكد من أن لا أحد يشتري اللحوم سراً. كان أي شخص يقبض عليه وهو يحمل لحومًا يتعرض للسخرية ويتم وصفه بأنه "جرب".   وقد أثبتت هذه التكتيكات فعاليتها الكبيرة. توقفت تقريبا جميع عمليات شراء اللحوم الكوشر. وبينما كانت الدوريات مستمرة، كان أعضاء آخرون في المقاطعة يعملون على مدار الساعة لتوزيع المنشورات والرسائل التوعوية من أجل تعزيز الدعم. وكان أحد هذه المنشورات ينص على: "لا تأكلوا لحومًا بينما تقوم المؤسسة بأخذ اللحوم من عظام نسائكم وأطفالكم". وذهبت النساء المتطوعات إلى حد سرقة محلات الجزارة وتخليصها من لحومها. كما بدأت النساء المشاركات في الاحتجاجات حملة لجمع التبرعات لإطلاق سراح المقاطعين المسجونين. 
ونتيجة لتكتيكات المقاطعة الناجحة، قررت جمعية الجزارين بالتجزئة (جمعية الجزارين الكوشر) في 22 مايو/أيار إعادة تنظيم نفسها مع حملة المقاطعة وتوقفت عن بيع اللحوم الكوشر في جميع متاجرها. بالإضافة إلى ذلك، قامت المطاعم الكوشر في جميع أنحاء مدينة نيويورك بإزالة اللحوم من قوائمها حتى تنخفض الأسعار مرة أخرى. بحلول 27 مايو، أكد كبار الزعماء الدينيين الأرثوذكس علنًا دعمهم للمقاطعة، وبحلول 9 يونيو انخفضت الأسعار إلى 14 سنتًا للرطل. 

## ردود الفعل على الاحتجاجات
أبدت الصحف في مختلف أنحاء مدينة نيويورك ردود فعل مختلفة تجاه المقاطعة. أيدت صحيفة " فوروارد" اليديشية المقاطعة من خلال الثناء عليها بعنوان "برافو، برافو، برافو، النساء اليهوديات!" كما تعاطف العديد من الاشتراكيين اليهود مع المقاطعة.   من ناحية أخرى، صورت صحيفة نيويورك تايمز المقاطعة وأساليبها في ضوء سلبي للغاية، ووصفت النساء اللاتي أداروا المقاطعة بـ "الطبقة الخطرة".  ورأت صحيفة التايمز أن تصرفات المقاطعة مثيرة للجدل للغاية وشبه عسكرية، لكنها أعربت عن دعمها لفكرة تحدي الثقة. كما نددت صحيفة تريبيون بأسلوب الاحتجاج، مشيرة إلى أن المقاطعين "جعلوا حياة رجال الشرطة بائسة". وقد سعدت إيدا تاربيل ولينكولن ستيفنز، وهما صحفيتان متخصصتان في كشف الفضائح، بكشف المقاطعة لبارونات اللصوص وسياساتهم الفاسدة.  ونشرت صحيفة نيويورك هيرالد مقالاً يصور الحدث باعتباره شهادة على المهارات التنظيمية المثيرة للإعجاب التي تتمتع بها النساء اللواتي نظمن المقاطعة. وشددت الصحيفة على دور المرأة في المقاطعة، حيث ذكرت أن "النساء كن قائدات للحلقة في كل الأوقات".  

## تأثير إضافي

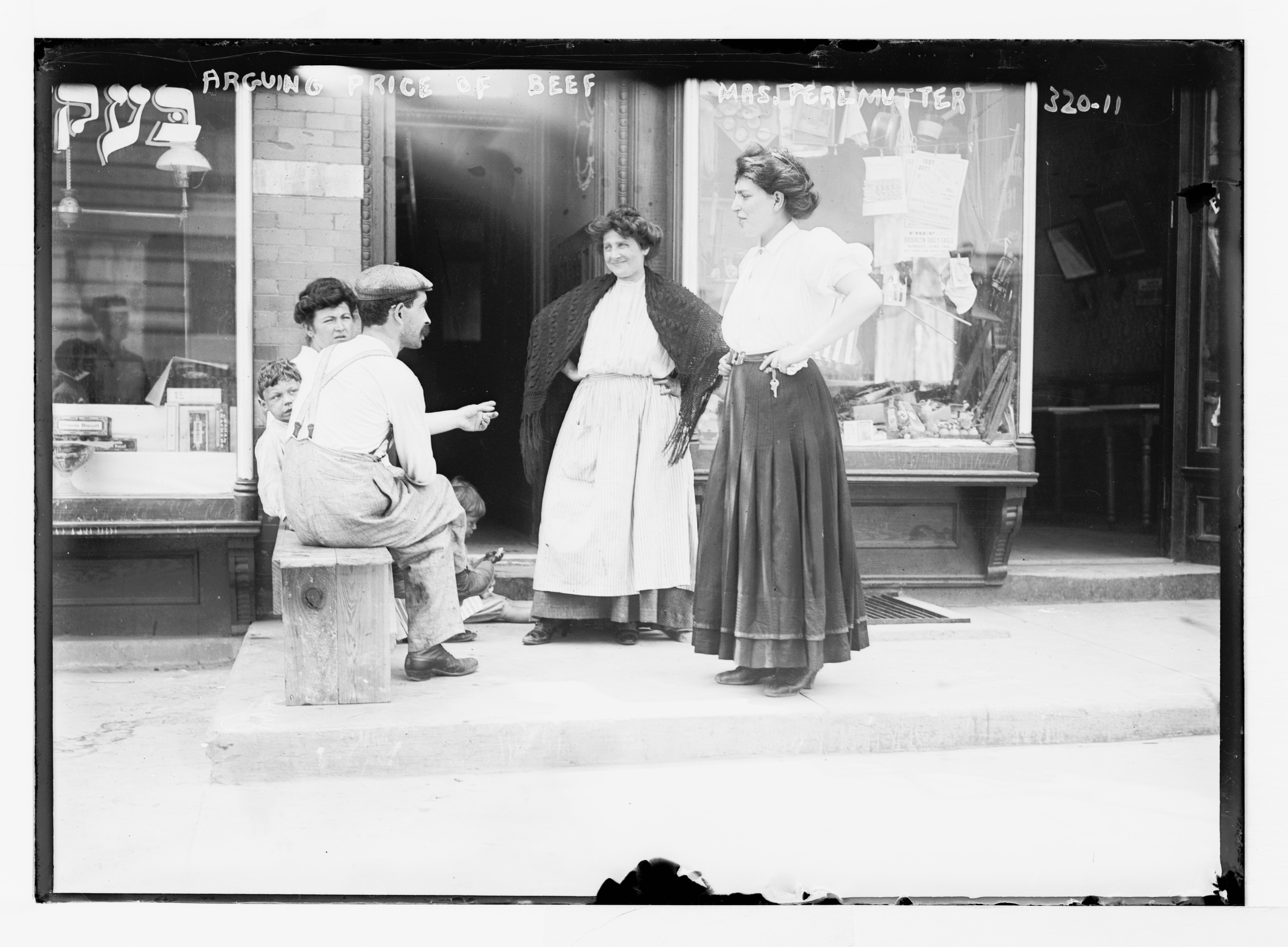
صورة بدون تاريخ (من القرن العشرين) للسيدة بيرلموتر وآخرين خارج المتجر يتجادلون حول سعر اللحوم، بروكلين، نيويورك

أصبحت المقاطعة شعبية للغاية حتى أن تأثيرها انتشر في نهاية المطاف إلى مجتمعات يهودية أخرى في هارلم، وبروكلين، ونيوارك، وبوسطن، وفيلادلفيا، حيث جرت احتجاجات مماثلة. لعبت العديد من النساء اللاتي نظمن مقاطعة اللحوم عام 1902، بالإضافة إلى أطفالهن، دورًا مهمًا في حركة العمالة في نيويورك، وأبرزها نقابة عمال الملابس. 
في عامي 1907 و1908 اندلعت مقاطعة الإيجارات في الجانب الشرقي السفلي من مانهاتن احتجاجًا على ارتفاع أسعار الإيجارات. وقد اعترفوا علنًا بأن مصدر الإلهام للمقاطعة والتكتيكات المستخدمة مستمدة من مقاطعة اللحوم عام 1902.  
في عام 1910، حدثت مقاطعة للحوم أيضًا في جميع أنحاء الولايات المتحدة، وخاصة في الغرب الأوسط، ويرجع ذلك جزئيًا على الأرجح إلى مقاطعة الكوشر عام 1902.    